# بخش مرکزی شهرستان خوسف
بخش مرکزی شهرستان خوسف یکی از بخش‌های شهرستان خوسف در استان خراسان جنوبی ایران است.

## موقعیت
این بخش از شمال به شهرستان سرایان، از شرق به شهرستان بیرجند، از جنوب به شهرستان نهبندان و از غرب به شهرستان طبس محدود می‌شود.

## تقسیمات کشوری
- بخش مرکزی شهرستان خوسف
  - دهستان خوسف
  - دهستان خور

شهرها: خوسف، محمدشهر

## جمعیت
بنابر سرشماری مرکز آمار ایران، جمعیت بخش خوسف شهرستان خوسف در سال ۱۳۸۵ برابر با ۲۴،۹۲۲ نفر بوده است.